# دره گلی هوک
دره گلی هوک یکی از دره های استان کرمان در بخش شرقی رابر واقع شده است. قدمت آن به دوره سوم زمین شناسی برمی گردد. جایی که جریان آب رودخانه «سرمشک» در دره ای باریک با دیواره‌های سنگی سخت و بلند در حرکت است. این دره بلند حدود ۲ کیلومتر در شیب سنگی دامنه کوه ادامه دارد و عمق آن در نقاطی به ۱۰۰ متر می‌رسد. پوشش دامنه را درختان اورس و کهکم به صورت پر کرده اند. کف این دره طبیعی را جریان آب با عمق‌های متفاوت در بر گرفته است. در بخش بالایی، فاصله دیواره‌ها بیشتر است و در میانه، دیواره‌ها نزدیک و در نهایت دره‌ای باریک را به تصویر می‌کشند. سرچشمه آب این رودخانه «چشمه بد ذات» می‌باشد. این اثر در سال ۱۴۰۳ در فهرست میراث طبیعی ملی به ثبت رسیده است

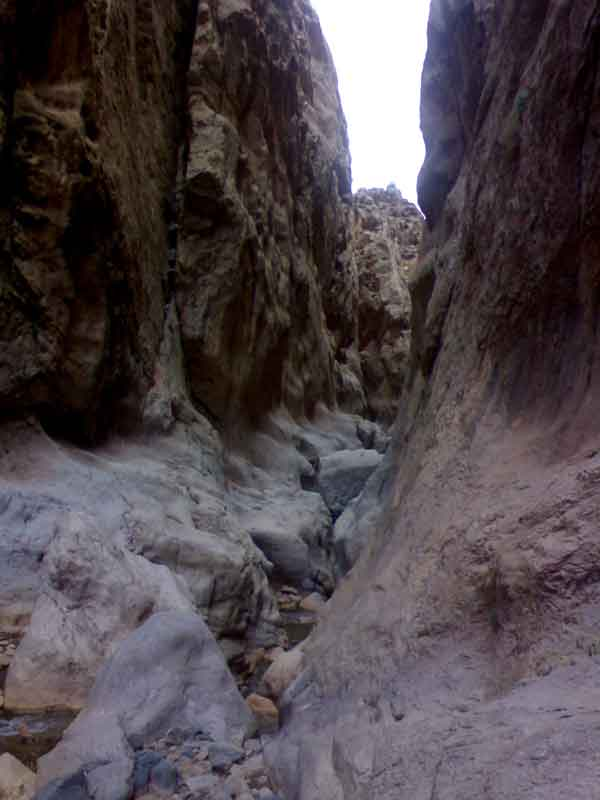
Sarmoshk (16)

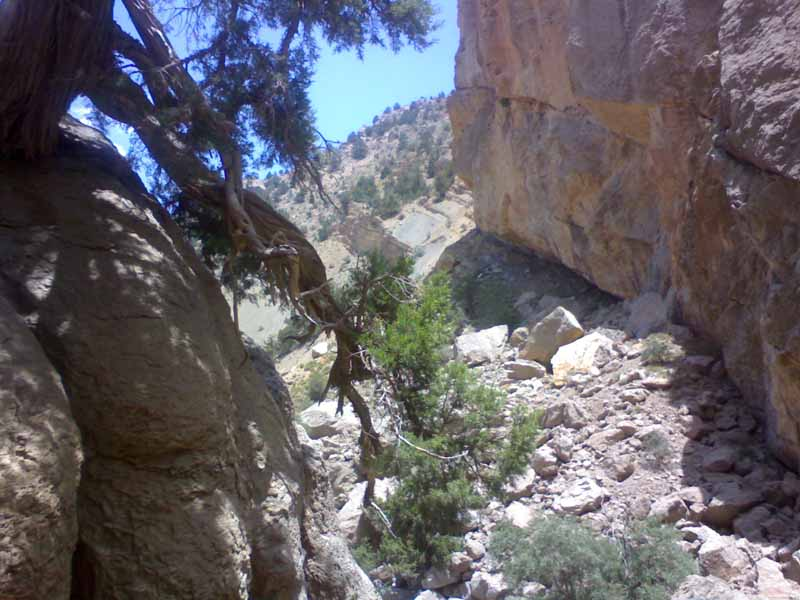
Sarmoshk (18)

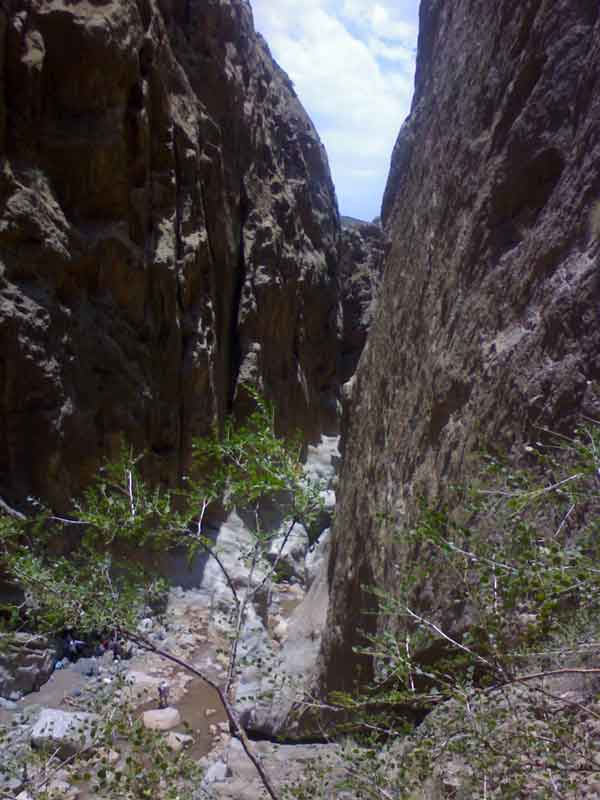
Sarmoshk (14)

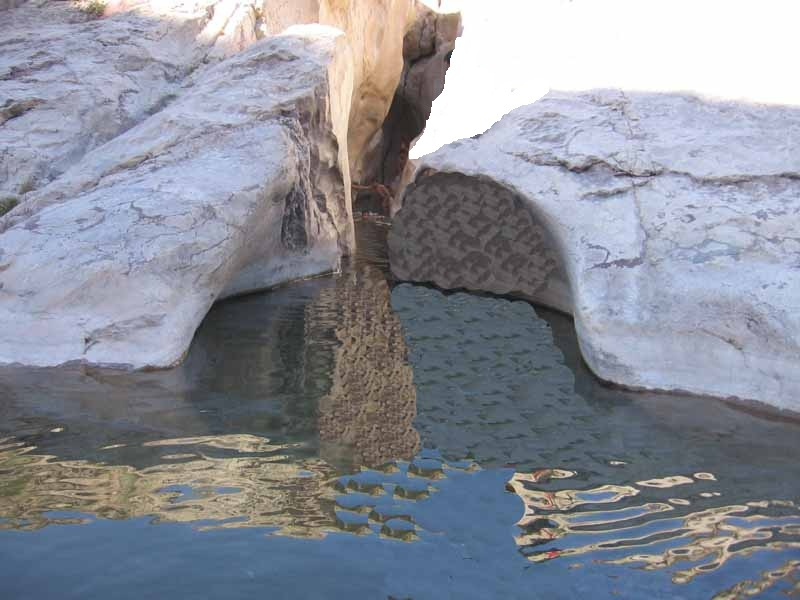
Sarmoshk (17)

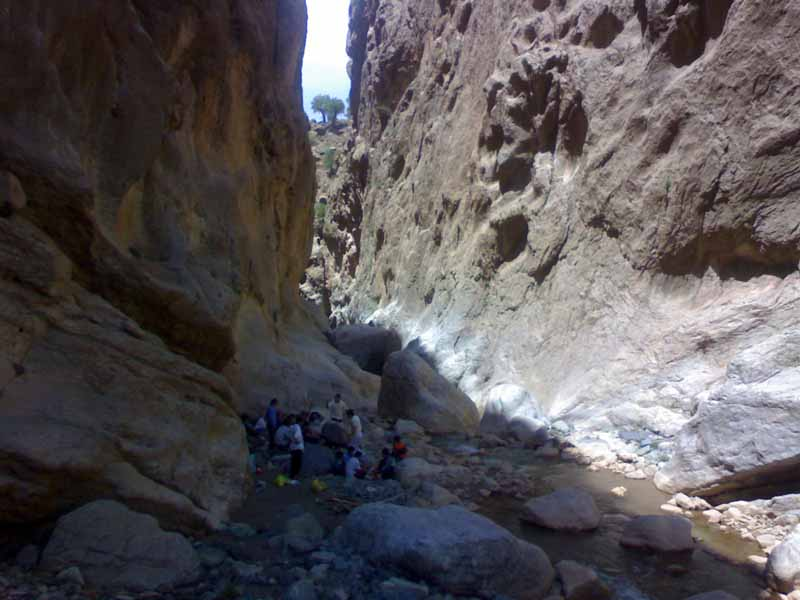
دره گلی هوک سرمشک